# Fritz-kola
Fritz-kola es un refresco fabricado en el norte de Alemania (Hamburgo) y comercializado en varios países de la Unión Europea. Tiene un contenido relativamente alto de cafeína y se vende en botellas de cristal con las etiquetas, que originalmente eran blancas y negras, utilizando las caras de los dos fundadores como logotipo.

## Historia
Dos amigos y estudiantes de Hamburgo, Lorenz Hampl y Mirco Wiegert, empezaron a vender Fritz-kola en 2003. Pidieron ayuda a una fábrica de cerveza para desarrollar una receta de refresco de cola, optando por utilizar menos azúcar y más cafeína (25 mg de cafeína por 100 ml) que la Coca-Cola o la Pepsi, y añadiendo sabor a limón. Para elegir el nombre de la empresa, hicieron un sondeo en la puerta de un centro comercial. Para ahorrar dinero, utilizaron etiquetas en blanco y negro y una versión modificada por Photoshop de las imágenes de sus cabezas como logotipo; vendieron las primeras cajas a los bares en régimen de devolución, y no establecieron una oficina durante tres años.
Hampl dejó la empresa en 2016. A partir de agosto de 2020, Wiegert dirige la empresa y posee dos tercios de la misma. La empresa emplea a 280 personas. Cinco plantas de embotellado producen el refresco de cola, que se vende en varios países europeos; en 2019 sus botellas de 330 ml superaron en ventas a todas las marcas excepto Coca-Cola, y sus otros mercados principales son los Países Bajos, Polonia, Bélgica y Austria. Las ventas en 2015 fueron de 7,4 millones de euros.

## Variedades
A lo largo de los años, Fritz-kola ha ofrecido muchas variantes de su cola, así como diferentes tipos de refrescos, entre ellos:
- Fritz-kola:
  - Fritz-kola
  - Fritz-kola Karamell-Kaffee: Cola-Café-Caramelo.
  - Fritz-kola Ohne Zucker: Sin azúcar

- Fritz-limo:
  - Fritz-limo Orange: Naranjada.
  - Fritz-limo Honigmelone: Melón.
  - Fritz-limo Zitrone: Limonada.
  - Fritz-limo Appel-Kirsch-Hollunder: Manzana, Cereza y Baya de Saúco.

- Mischmasch Kola mit orange: Cola y Naranja.

- Fritz-spritz:
  - Fritz-spritz Bio-Appelschorle: Manzana espumosa orgánica.
  - Fritz-spritz Bio-Traubenschorle: Uva espumosa orgánica.
  - Fritz-spritz Rhabarberschorle: Ruibarbo espumoso ecológico.

- fritz-mate.
- fritz-null zucker + Guarana: Sin azúcar y Guaraná.
- fritz-anjola ananas & Limette: Piña y limón.